# Bataille d'Anfao
La bataille  d'Anfao oppose, le 12 avril 1493, les troupes du général rebelle et neveu de Sonni Ali Ber Askia Mohammed à celles du souverain légitime de l'Empire songhaï, Sonni Baro. Elle se déroule à Anfao, près de la capitale Gao. La victoire de Mamadou Touré met fin à la dynastie des Sonni ; il prend le nom d'Askia Mohammed et fonde la dynastie des Askia.